# Tetraplejía
La tetraplejía o cuadriplejía (también, tetraplejia, cuadraplejia) es un signo clínico en el que se produce parálisis total o parcial de brazos y piernas causada por un daño en la médula espinal, específicamente en alguna de las vértebras cervicales, o bien por alguna enfermedad que afecte las neuronas motoras, como puede ser el caso en la esclerosis lateral amiotrófica. En algunos casos, siguiendo una rehabilitación intensiva, se puede recuperar algo de movilidad.
Cualquier daño a la médula espinal es una lesión muy compleja. Cada lesión es diferente y puede afectar el cuerpo en varias formas diferentes.
La tetraplejía a consecuencia de una lesión cervical, es quizás el tipo más difícil de trauma de columna en cuanto a rehabilitación e inserción a la sociedad se refiere. Básicamente la médula espinal es como un canal donde se trasladan las órdenes del cerebro hacia las extremidades del cuerpo, por lo cual mientras más alta sea la lesión, más difícil será el tratamiento debido a que aumenta el número de miembros sin control. Actualmente cuando se ha asentado el trauma, este es irreversible aunque no se descarta que en un futuro no muy lejano la ciencia encuentre el modo de revertir las consecuencias puesto que ahora se investiga con las células madre.
Las primeras siete vértebras en el cuello se llaman cervicales. La primera vértebra de arriba es la C1, la siguiente es la C2, etc. Las lesiones medulares cervicales normalmente causan pérdida de funciones en los brazos y piernas, resultando una cuadraplejia. 
- las lesiones por encima de C4 pueden llevar a la persona a necesitar un ventilador mecánico para ayudarle a respirar
- las lesiones a nivel C5, a menudo conservan el control de hombros y bíceps, pero no controlan la mano o el puño
- cuando son en C6, permiten el control del puño, mas no la funcionalidad de la mano
- las personas con lesión C7 pueden estirar los brazos, pero aún pueden presentar problemas de destreza en el uso de la mano y dedos.

## Complicaciones
- Hospitalizaciones largas y frecuentes.
- Mayor posibilidad de infecciones intrahospitalarias.
- Movilidad reducida.
- Úlceras de decúbito.
- Control involuntario de la vejiga y el intestino.[2]
- Infecciones de la zona urinaria.
- Cálculos renales (piedras en el riñón).
- Espasmos musculares.
- Pérdida de sensibilidad, tacto, dolor y temperatura.
- Función respiratoria deteriorada.[3]
- La fertilidad suele verse afectada en el varón pero no en la mujer.
- Muchas personas con lesión de la médula espinal todavía tienen cierta sensación en las partes paralizadas de su cuerpo, sensación de tacto o dolor.
- Causado por la diabetes.

## Tipos de tetraplejía
Se dan dos tipos comunes de tetraplejías:
- Total, sin movimiento de los cuatro miembros
- Parcial, se mueven los brazos pero no los dedos

Existen otros tipos, pero si es una lesión más baja, la fisioterapia es una gran opción y si es un trauma más alto, las probabilidades de sobrevivir a la lesión son casi nulas. Dentro de cada tipo de tetraplejia también se da la clasificación de la lesión: si es una lesión total no habrá ningún tipo de sensibilidad abajo del trauma y si es una lesión parcial habrá sensaciones por debajo del trauma. 
Según la Asociación Americana de Lesión Medular (ASIA) se puede clasificar las lesiones medulares en lesión medular completa y lesión medular incompleta, dividiéndola en 5 grupos de la “A” hasta la “E”.
- Lesión medular completa A: no hay preservación sensitiva ni motora por debajo del nivel de la lesión y se abarca segmentos sacros, es decir, no existe tampoco sensibilidad ni control para miccionar ni defecar.
- Lesión medular incompleta B: hay preservación de la sensibilidad, pero no motora por debajo del nivel neurológico, abarcando segmentos sacros, es decir, existe sensibilidad para defecar y miccionar, pero no control voluntario.
- Lesión medular incompleta C: hay preservación de la sensibilidad y la fuerza por debajo del nivel de lesión, pero los músculos se encuentran débiles y se consideran no funcionales.
- Lesión medular incompleta D: los músculos por debajo del nivel neurológico son funcionales en un 75 %.
- Lesión medular incompleta E: la fuerza y la sensibilidad prácticamente están normales.

- No debe confundirse la tetraplejía con la paraplejía.